# Connemarapony

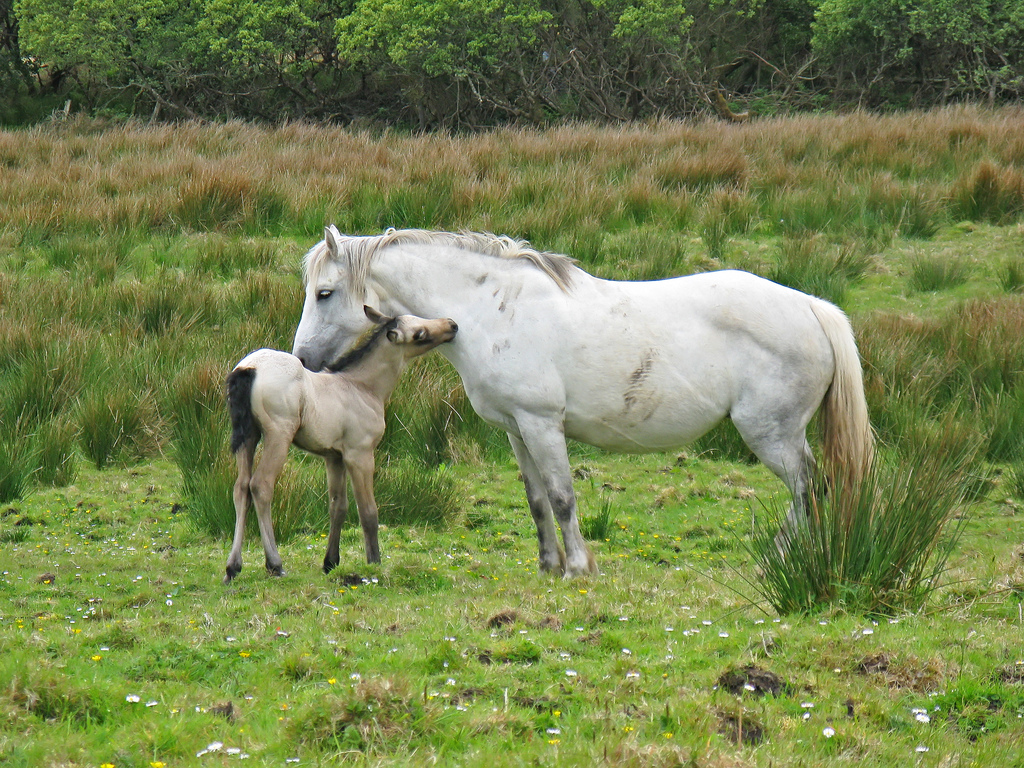
Halfwilde connemarapony's in een natuurpark

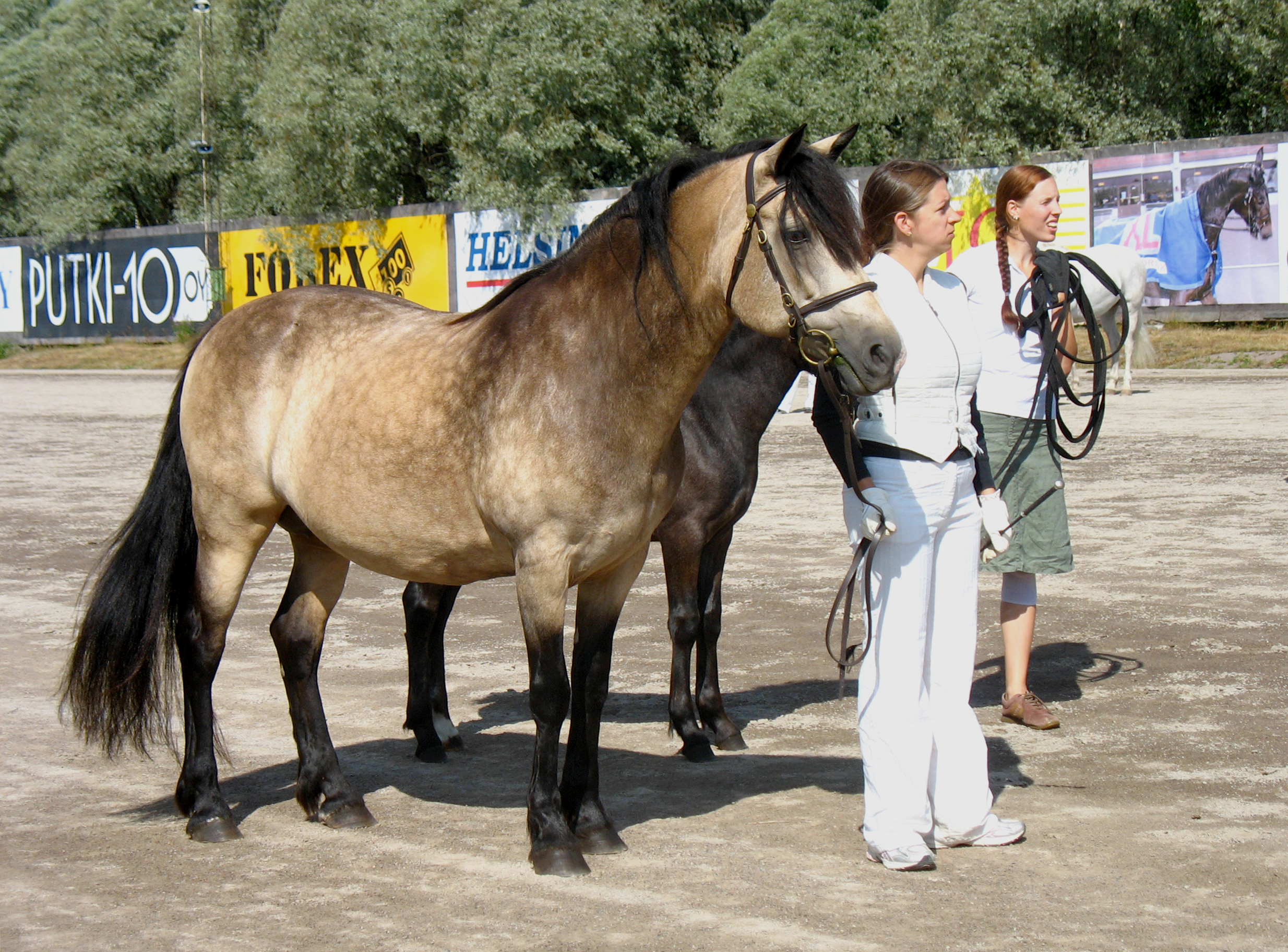
Bekroonde connemaramerrie op een keuring

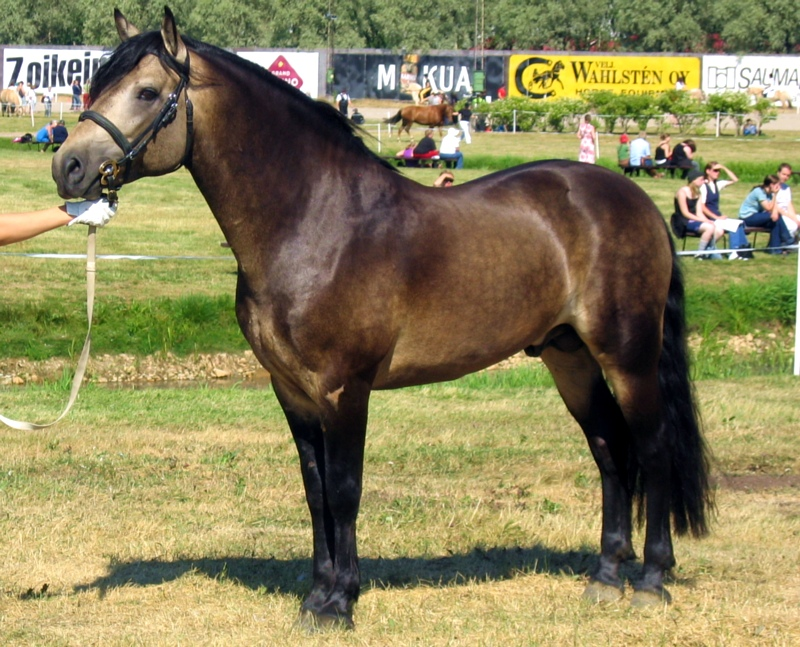
Connemarahengst

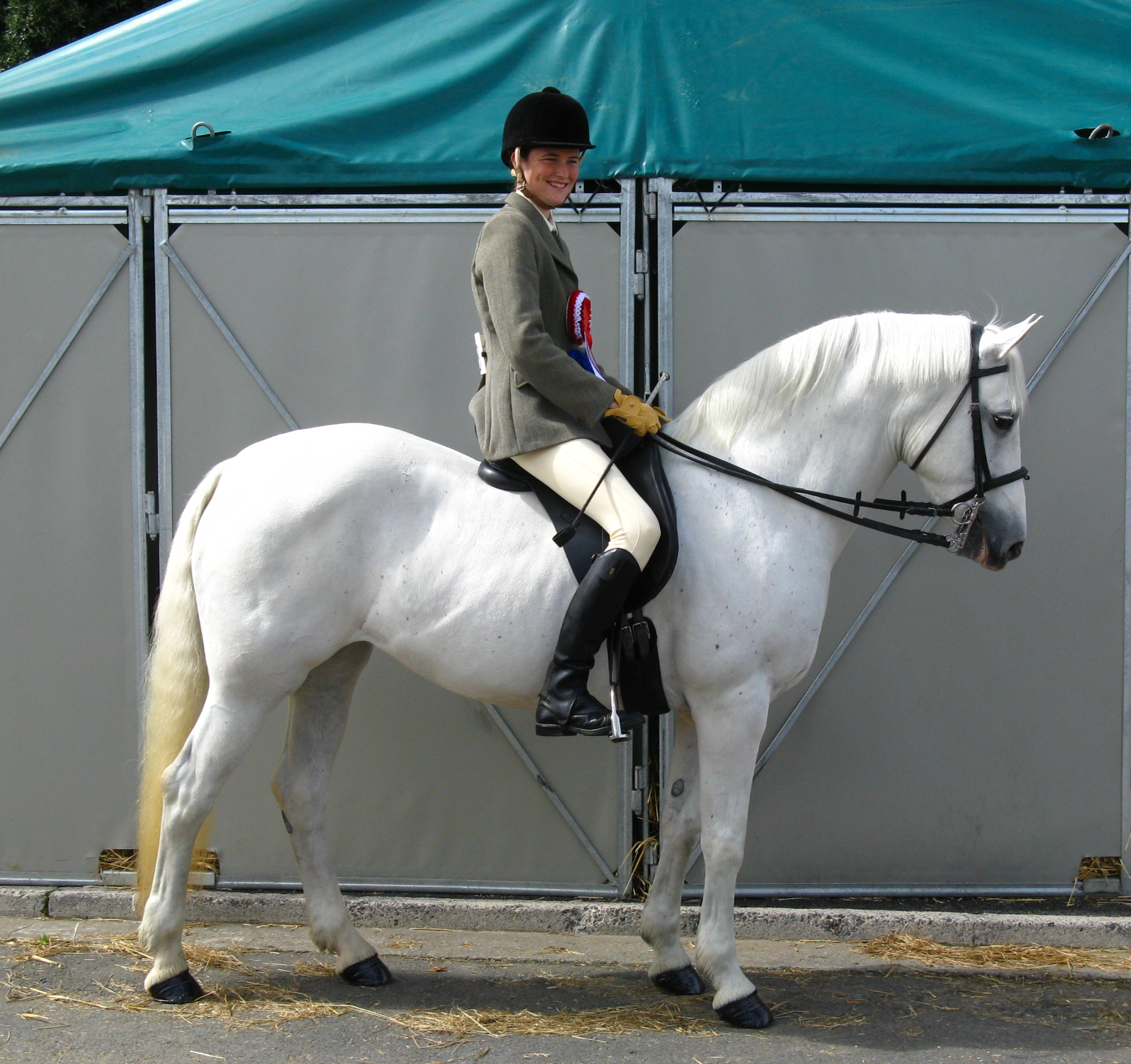
Connemarapony onder het zadel

De connemarapony of meestal kortweg connemara is een type pony dat al eeuwen rondzwerft in Ierland. De pony's werden als rijpony's gebruikt door de jagers in Ierland. Wat betreft de kleur overwoog vroeger de valkkleur, de meest voorkomende kleur is tegenwoordig schimmel. De pony's behoren tot de meest gewaardeerde springpony's ter wereld.

## De connemarapony
De connemara is een robuuste pony met een edele uitstraling. De pony combineert de hardheid van een echte bergpony met typische rijpony-eigenschappen. Daarnaast beschikt hij over een goed springvermogen en een betrouwbaar karakter. De dieren zijn sterk genoeg om volwassenen te dragen maar worden in Nederland vooral als rijpony gebruikt door kinderen.

## Oorsprong
De connemarapony is afkomstig uit het gebied Connemara in het uiterste westen van Ierland, waar het ras zijn naam ook aan te danken heeft. Eeuwenlang leefden de pony's daar in halfwilde staat. Connemara is een onherbergzaam, heuvelachtig gebied met moerassen, kale rotsen en weinig begroeiing. Twee grote meren sluiten het gebied bijna geheel af van de rest van Ierland. Door de barre omstandigheden in hun leefgebied hebben de pony's eigenschappen ontwikkeld waar ze nu nog steeds bekend om staan: hun uithoudingsvermogen, soepelheid, springvermogen en tredzekerheid. Daarnaast werden ze door het geringe voedselaanbod zeer sober. Deze eigenschappen heeft de pony ook na vele generaties in het buitenland grotendeels behouden.
Als voorouders van de connemara wordt de oorspronkelijke Keltische pony gezien, gekruist met noordelijke paarden. Later werd doorgefokt met onder andere arabieren en Spaanse paarden. Tegenwoordig is het stamboek gesloten, dat wil zeggen dat er geen vreemd bloed meer wordt toegelaten.

## Karakter
De connemara is een pony met karakter. De pony's zijn bijzonder intelligent, wat een groot voordeel is bij de africhting van de dieren. Daarbij zijn ze vriendelijk van aard en houden ze ervan met mensen te werken. Ze hechten zich makkelijk aan hun 'baasje', ze zijn eerlijk en hebben geen hekel aan hard werken. Eigenschappen die men bij veel bergpony's en dus ook bij de Connemara tegenkomt, zijn voorzichtigheid en nieuwsgierigheid.
Te veel krachtvoer of vette weiden kunnen ziekten als hoefbevangenheid veroorzaken en ook het veelvuldig in een warme of stoffige stal staan is niet goed voor de gezondheid van connemarapony's. Vooral stof kan ademhalingsproblemen veroorzaken. Net als veel andere ponyrassen is de connemara vaak tot op hoge leeftijd in staat te werken. Met het dragen van volwassenen heeft hij doorgaans ook geen enkele moeite.
De connemara is een geschikte familiepony, die door zijn goede bouw en uithoudingsvermogen ook in de sport tot uitstekende prestaties komt. De intelligentie van deze pony's maakt hen ook nogal eens een tikje eigenwijs en in combinatie met hun grote kracht kan deze pony voor nerveuze ruiters en kinderen nog weleens moeilijk in de hand zijn. Anderzijds zijn er ook maneges waar de connemara al jaren met veel succes wordt ingezet, ook als kinderpony. Dat hun karaktereigenschappen voor het overige sterk afhankelijk zijn van de manier waarop er met de dieren wordt omgesprongen spreekt voor zich.

## Prestaties
De connemara is een bijzonder veelzijdige pony. De pony's hebben een uitstekend springvermogen en bij veel (inter)nationale springwedstrijden treft men ze aan. De klassieke Engelse dressuur gaat ze, door hun intelligentie en wil tot samenwerken, in combinatie met hun goede bouw, goed af.
Binnen de samengestelde wedstrijdsport blijken ze ook in de cross prima te presteren. Aangespannen leveren ze goede prestaties, of ze nu in enkel-, dubbel- of vierspan betuigd worden. Door hun uithoudingsvermogen, tredzekere passen en dappere aard zijn het prettige partners in de endurance en ook de (in Nederland) nog jonge westernsport begint de waarde van de connemara in te zien.
Tegenwoordig ziet men ook grotere pony's, maar volgens het officiële stamboek mag de pony een stokmaat hebben tussen 138 cm en 148 cm.